# Iniziativa Mérida

Il logo dell'Iniziativa

L'Iniziativa Mérida (in inglese: Mérida Initiative; in spagnolo: Iniciativa Mérida), nota anche in maniera critica come piano Mérida o piano Messico, è un programma di cooperazione internazionale tra gli Stati Uniti d'America, il Messico e diversi stati dell'America centrale per il contrasto al traffico di droga, alla criminalità organizzata e al riciclaggio di denaro che prende il nome dalla città messicana di Mérida.
L'iniziativa fu annunciata il 22 ottobre 2007 ed è entrata in funzione attraverso la firma nel dicembre 2008 di una lettera di accordo tra Stati Uniti e Messico, venendo poi ulteriormente ampliata nel 2011.

## Storia
L'iniziativa fu annunciata il 22 ottobre 2007, venendo inizialmente concepita con una durata triennale, nel quadro della guerra alla droga statunitense e della guerra messicana della droga iniziata dal Presidente Felipe Calderón; prima di allora gli Stati Uniti avevano già fornito in passato alcuni aiuti economici minori a Messico, Guatemala e Panama per il contrasto al traffico di droga. Il Congresso statunitense approvò quindi lo stanziamento di 465 milioni di dollari per il primo anno (di cui 400 milioni per il Messico e i rimanenti 65 milioni per gli altri stati dell'America centrale) seguiti da ulteriori 410 milioni nel 2008 (di cui 300 milioni per il Messico e 110 milioni per gli altri stati dell'America centrale), 420 milioni nel 2009 (destinati al solo Messico) e 550 milioni nel 2010 (di cui 450 milioni destinati al Messico e 100 milioni per gli altri stati dell'America centrale). Sebbene non fossero stati inizialmente inclusi nel perimetro degli accordi, una parte dei fondi destinati all'iniziativa è stata devoluta ad Haiti e alla Repubblica Dominicana.